# Viktor Kudinski
Viktor Kudinski (Unión Soviética, 17 de junio de 1943-18 de agosto de 2005) fue un atleta soviético especializado en la prueba de 3000 m obstáculos, en la que consiguió ser campeón europeo en 1966.

## Carrera deportiva
En el Campeonato Europeo de Atletismo de 1966 ganó la medalla de oro en los 3000 m obstáculos, con un tiempo de 8:26.6 segundos que fue récord de los campeonatos, llegando a meta por delante de su compatriota Anatoliy Kuryan y del belga Gaston Roelants.